# Perilampsis curta
Perilampsis curta är en tvåvingeart som beskrevs av Munro 1938. Perilampsis curta ingår i släktet Perilampsis och familjen borrflugor.
Artens utbredningsområde är Kenya. Inga underarter finns listade i Catalogue of Life.